# Honoré Traoré
Honoré Nabéré Traoré (Dédougou, 28 de septiembre de 1957) es un militar de Burkina Faso y líder de las fuerzas armadas del país desde 2011. Tras el golpe de Estado, en el cual encabezó el ejército el 30 de octubre de 2014, se anunció la disolución del Gobierno y el Parlamento. El 31 de octubre, tras la dimisión formal y oficial del depuesto presidente Blaise Compaoré, se autoproclamó como jefe de Estado.
Sin embargo, una disputa del poder entre dos facciones de las fuerzas armadas lideradas por Isaac Zida, miembro de la guardia presidencial, y Traoré, hicieron que este último renunciara a sus pretensiones luego de una reunión y Zida asumiera transitoriamente la jefatura del Estado el 1 de noviembre.
Previamente, Traoré fue ayudante de campo de Compaoré.